# Вержбицкий, Константин Андреевич
Константин Андреевич Вержбицкий (1884—1941) — советский инженер-гидростроитель, кавалер ордена Ленина (04.08.1933).
В середине 1920-х годов — начальник Производственного отдела Управления водного хозяйства Средней Азии.
Весной 1928 года осужден по ст. 58. п.7 на 10 лет за вредительство (на самом деле — за многочисленные финансовые нарушения: тратились огромные средства на изыскательские работы, которые частично не осуществлялись, или осуществлялись плохо и не давали ожидаемого хозяйственного эффекта, деньги использовались на личные нужды).
Отбывал наказание в ОКБ, в котором осужденные инженеры работали над проектом Беломорско-Балтийского канала. Освобождён досрочно (1932).
Зам. главного инженера строительства Беломорско-Балтийского канала и с 17.08.1932 зам. начальника Белбалткомбината ОГПУ и главный инженер. После окончания строительства канала (май 1933) в числе «наиболее отличившихся работников» награждён орденом Ленина (04.08.1933).
7 декабря 1935 года приказом НКВД назначен заместителем главного инженера Волгостроя для производства работ по строительству Рыбинского и Угличского гидротехнических узлов («с оставлением в должности Главного инженера и зам. начальника Беломорско-Балтийского комбината НКВД»).
С февраля 1941 года начальник управления «Гидрострой», входившего в систему НКВД. Инженер-полковник.
Умер 16 мая 1941 года.